# Родники (Калтасинский район)
Родники́ (баш. Родники) — деревня в Калтасинском районе Республики Башкортостан Российской Федерации. Входит в состав Кельтеевского сельсовета. 

## География

### Географическое положение
Расстояние до:
- районного центра (Калтасы): 19 км,
- центра сельсовета (Большой Кельтей): 3 км,
- ближайшей ж/д станции (Янаул): 77 км.

## История
Официально признана населённым пунктом в декабре 2000 (Закон Республики Башкортостан от 30 декабря 2000 года № 132-З «О присвоении наименования „Родники“ вновь образованной деревне в составе Верхнетыхтемского сельсовета Калтасинского района Республики Башкортостан» (Ведомости Государственного Собрания, Президента и Кабинета Министров Республики Башкортостан, 2001, № 3 (123), ст. 165)). Этот закон утратил силу в 2003 году.

## Население
| 2002 | 2009 | 2010 |
| ---- | ---- | ---- |
| 12   | ↘8   | ↗17  |

Национальный состав
Согласно переписи 2002 года, преобладающая национальность — русские (92 %).